# Škorpioni

Škorpioni (serbisch-kyrillisch Шкорпиони; deutsch Skorpione) war eine serbische paramilitärische Spezialeinheit, die sich vornehmlich aus Krajina-Serben rekrutierte. Sie wurde während des Kroatienkrieges (1991–1995) durch oder mit Hilfe der jugoslawischen Geheimpolizei RDB (Resor državne bezbednosti) aufgestellt und unterstand ihr. Im Laufe dieses Konfliktes sowie während des Bosnien- und Kosovokriegs machte sich die Einheit zahlreicher Kriegsverbrechen schuldig, die unter anderem 2005 während des Haager Tribunals zur Anklage gebracht wurden.

## Geschichte
Die Einheit wurde 1991 als Odred Boca (Abteilung „Boca“) von der Naftna industrija Krajine (NIK) (Ölindustrie der Krajina) aufgestellt, um Ölquellen in der Nähe von Đeletovac in der damals so genannten Republik Serbische Krajina zu verteidigen. Sie wurde von Slobodan Medić (genannt „Boca“) kommandiert und bestand aus etwa 200 Mann, meist Krajina-Serben. Die Einheit war dann Teil des Vukovar-Korps der Jugoslawischen Volksarmee unter dem Kommando von General Dušan Lončar. Zwei Jahre später wurde die Abteilung in Škorpioni umbenannt.

## Kriegsverbrechen

### Morde an bosnischen Zivilisten in Trnovo
Im Jahre 2005 wurde vom Haager Tribunal ein von den Tätern der Einheit angefertigtes Video-Dokument veröffentlicht, das Mitgliedern dieser Einheit die Beteiligung an Kriegsverbrechen an Zivilisten in Trnovo am 17. Juli 1995 nachweisen soll. Maßgeblichen Anteil an der Sicherstellung dieses Beweisstücks hatte Nataša Kandić, eine serbische Menschenrechtsaktivistin.
Das ehemalige Škorpioni-Mitglied Goran Stoparić sagte aus, dass Slobodan Medić die auf dem Video zu sehende Exekution von sechs bosnischen Zivilisten angeordnet habe. Laut Stoparić wurden diese Morde von den Škorpioni Pero Petrašević, Aleksandar Medić, Branislav Medić, Milorad Momić und einem weiteren Mitglied der Einheit durchgeführt. Das Belgrader Sondergericht für Kriegsverbrechen verurteilte Slobodan Medić und Branislav Medić zu 20 Jahren Haft. Pero Petrašević erhielt durch sein Geständnis vor dem serbischen Gericht eine Haftstrafe von 13 Jahren und Aleksandar Medić wurde zu fünf Jahren Haft verurteilt.
Milorad Momić befand sich während dieser Verhandlungen unter dem falschen Namen Guy Monier in Frankreich. 2011 wurde Milorad Momić durch Interpol gefasst. Anschließend wurde er zunächst an Kroatien ausgeliefert und dort wegen anderen Kriegsverbrechen im Dezember 2012 zu drei Jahren Haft verurteilt. Wegen seiner Beteiligung an den Škorpioni-Kriegsverbrechen in Trnovo wurde Milorad Momić im Juli 2015 in Osijek zu 15 Jahren Haft verurteilt.

### Massaker von Podujeva
Die Škorpioni waren im März 1999 während des Kosovokriegs maßgeblich am Massaker von Podujeva beteiligt. Das Škorpioni-Mitglied Saša Cvjetan wurde 2004 wegen der Beteiligung an dem Mord an 14 Kosovo-Albanern, unter denen sich Frauen und Kinder befanden, in Belgrad zu 20 Jahren Haft verurteilt. 2009 erhielten die Škorpioni Dragan Medić, Željko Djukić und Dragan Borojević wegen ihrer Beteiligung an diesen Morden eine Haftstrafe über denselben Zeitraum, während der zum Zeitpunkt der Tat minderjährige Miodrag Šolaja zu 15 Jahren Haft verurteilt wurde.

### Anklage gegen Serbien und Montenegro vor dem Internationalen Gerichtshof
Das Video, das die Morde in Trnovo zeigt, war ein wichtiges Beweisstück im Prozess der Republik Bosnien und Herzegowina vor dem Internationalen Gerichtshof und sollte den zwischenstaatlichen Charakter des Konflikts belegen. Die Einreichung der Klage selber wurde allerdings verfassungsrechtlich innerhalb Bosnien-Herzegowinas angezweifelt, da sie ohne das Einverständnis der Entität Republika Srpska gegen den Staatenbund Serbien und Montenegro, später gegen die Republik Serbien als Rechtsnachfolger des Staatenbundes, aber auch gegen die neue Republik Montenegro erfolgte.
Der Schiedsspruch des internationalen Gerichtshofs entschied, dass diese Verbrechen gegen die Menschlichkeit auf die einzelnen Täter in der Einheit zurückzuführen sind und widersprach der Anschuldigung der Bosniakisch-Kroatischen Föderation einer Beteiligung und staatlichen Planung von Völkermord der Republiken Serbien und Montenegro. Allerdings wurde beigefügt, obwohl rechtlich und offiziell irrelevant, dass die Staatsorgane die Verbrechen in Srebrenica hätten verhindern können. Ein Einspruch ist nicht möglich, obwohl er von der bosniakischen Seite geprüft wird.